# Mecánica Popular (álbum)
Mecánica Popular es el decimotercer álbum de estudio de la banda uruguaya de rock, Buitres Después de la Una, primer trabajo inédito en cinco años.

## Historia
Publicado el 20 de diciembre de 2019, Mecánica Popular cuenta con 12 nuevas canciones, compuestas en explusiva por Parodi - Peluffo - Rambao, excepto el track 5 "Pituca", acreditado al bajista Orlando Fernández, siendo así éste el primer tema propio desde su ingreso a Buitres en 2005. También se convertirá en la primera canción cantada a dúo por Peluffo-Fernández. 
Además para este nuevo trabajo vuelve la armónica como instrumento luego de 14 años, tras el lanzamiento del Álbum "Periplo" (2004). Puede apreciarse en "Pituca" y "Soy un Perro".
Para la realización de este disco la banda recurrió a la producción de Álvaro Villagra, músico y productor argentino.
El corte de difusión fue "La Primera Vez", siendo difundida semanas antes de la salida del disco.
De este Álbum se extrae un nuevo videoclip "Santa Rosa". 

## Lista de canciones
Todas las canciones compuestas por Parodi-Peluffo-Rambao excepto las indicadas
| N.º | Título                       | Duración |  |
| 1.  | «Diciembre»                  | 4:15     |  |
| 2.  | «Mecánica Popular»           | 2:17     |  |
| 3.  | «Habla en la Caja»           | 3:47     |  |
| 4.  | «Eternamente»                | 3:12     |  |
| 5.  | «Pituca (Orlando Fernández)» | 2:42     |  |
| 6.  | «El Último Guion»            | 4:36     |  |
| 7.  | «Santa Rosa»                 | 1:57     |  |
| 8.  | «Mirando el Mar»             | 3:45     |  |
| 9.  | «La Primera Vez»             | 4:44     |  |
| 10. | «Desesperados»               | 3:43     |  |
| 11. | «Las Musas»                  | 2:19     |  |
| 12. | «Soy un Perro»               | 3:05     |  |

## Créditos
Músicos
- Gustavo Parodi: guitarra y voz
- Gabriel Peluffo: voz y armónica
- José Rambao: guitarra y voz
- Orlando Fernández: bajo y voz
- Federico Bianco: batería

Producción
- Técnico de Grabación: Álvaro Villagra
- Segundo ingeniero: Mauricio Escobar
- Asistente: Gonzalo F. Villagra
- Drum DR: Diego Belli
- Diseño de tapa: Leonardo Bianco
- Foto de banda: Nicolás Azaretto